# 邦纳寺
邦纳寺，位于西藏自治区那曲市索县色昌乡巴秀村，是一座藏传佛教寺院。

## 简介
邦纳寺位于西藏那曲地区索县色昌乡巴秀村以西。该寺由加丹德东寺寺主一世冲·嘎玛丹觉创建。
邦纳寺现存大殿，主要由经堂、佛殿、门廊、转经室组成，是藏族传统碉房式建筑，装饰上带有汉式建筑风格，与四川阿坝地区的藏式建筑类似，且一直保有原来的建筑风格，没经过大修。邦纳寺基本由三个正方形和长方形构成，平面基本呈“凸“字形，转经轮室则是后来添建。现存的大殿，建筑面积500平方米。
2006年，邦纳寺被公布为第六批全国重点文物保护单位。